# Zammac
 (septembre 2019).
Titre
Prince des Quinquégentiens
– 370
Zammac, aussi appelé Sammac (Samaco) ou Salmaces, était un prince berbère romanisé du iVe siècle originaire de Maurétanie Césarienne qui fut assassiné vers 370 par son demi-frère Firmus à la suite d'une querelle de succession. Il était le fils de Nubel.

## Biographie
D'après les analyses de Jean-Pierre Laporte, il était le successeur légitime du roi Nubel :
« Sammac était directement lié au comte d’Afrique Romanus, dont il était probablement client. C’est entre ses mains, sur la dédicace de son praedium/praesidium, que nous retrouvons l’influence et le pouvoir hérités de son père. En conséquence, c’était sans doute, au moins pour nous, l’héritier légitime. Dans ce sens, on comprend mieux que son ambitieux demi-frère Firmus l’ait assassiné pour récupérer le pouvoir. De même, on comprend mieux la réaction vive du comte Romanus devant l’assassinat de l’un de ses principaux auxiliaires, un rouage essentiel pour le contrôle de la Maurétanie césarienne. Il ne s’agissait pas d’une simple querelle de succession au sein d’une tribu maure, mais bien d’un conflit qui touchait directement l’administration romaine de la province sur un point particulièrement sensible: l’encadrement des tribus »
Comme son père avant lui, Sammac était censé maintenir la paix au travers de traités conclus avec les tribus maures de sa région. Un rôle notamment attesté par un passage de la dédicace du praedium/praesidium de M'lakou. Voici la traduction de la dédicace en question :

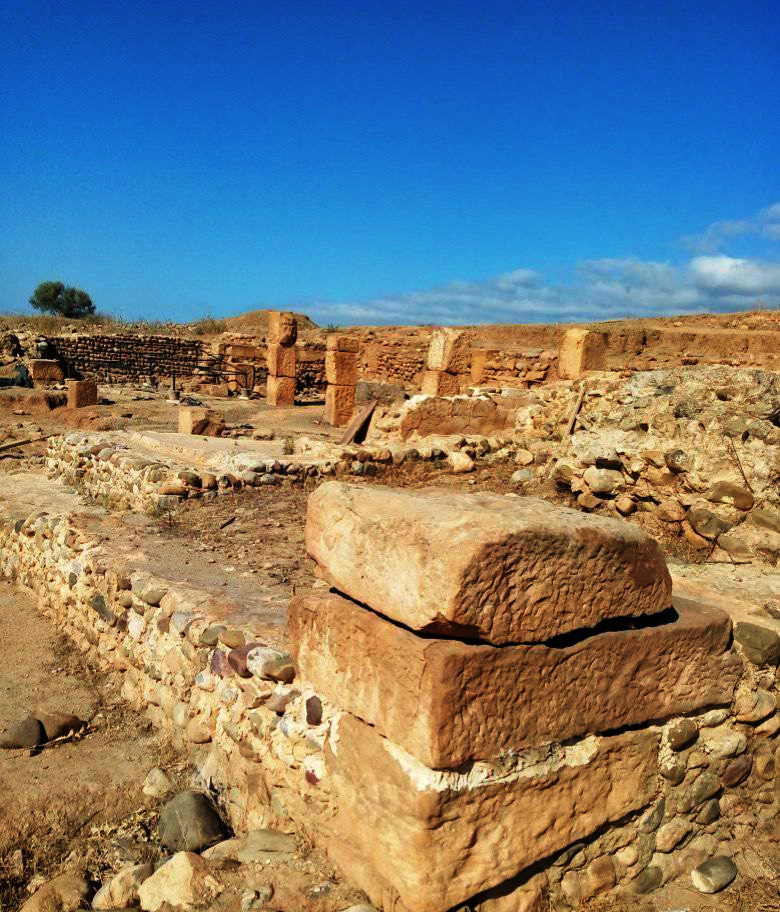
Château de Petra Maklou utiliser comme place forte par Zammac

« La prévoyance d’une paix éternelle renforce cette place forte. Celle-ci protège aussi de tous côtés l’État romain par une aide loyale. Préposée au fleuve, la forteresse renforce par un rempart le mont, Et du nom de celui-ci, elle a pour nom Petra. En conséquence, les peuples voisins désireux de cesser la guerre Accourent en recherchant (la paix) dans tes traités, Sammac, Afin que la bravoure, compagne de la fidélité, soit d’un seul cœur, toujours associée aux triomphes des Romuléens [les descendants de Romulus].  »
Ici la place forte dont il est question est un domaine fortifié appelé Petra (près de la ville moderne d'Ighzer Amokrane, en Kabylie) bâtit par Sammac. Il s'agissait à la fois d'un domaine agricole et militaire, ce que praesidium/praedium retranscrivent bien. Sa fondation est d'ordre stratégique car elle commandait le passage entre Saldae, Tubusuptu et Auzia. Domaine qui fut plus tard détruit durant la révolte de Firmus.